# Федюн, Иван Маркович
Иван Маркович Федюн (укр. Іван Маркович Федюн; 5 мая 1935 год, село Волошковое, Зеньковский район, Полтавская область) — колхозник, бригадир тракторной бригады колхоза «Маяк» Зеньковского района, Полтавская область, Украинская ССР. Герой Социалистического Труда (1973).

## Биография
Родился 5 мая 1935 года в селе Волошковое в крестьянской семье. После школы обучался на курсах трактористов при Опошнянской МТС. С 1952 года трудился трактористом на Опошнянской МТС. В 1959 году назначен бригадиром трактористов колхоза «Маяк» Опошнянского района в селе Челно-Фёдоровка. Бригада Ивана Федюна досрочно и с большими показателями окончила восьмую пятилетку, за что он был награждён в 1971 году Орденом Ленина.
В 1973 году удостоен звания Героя Социалистического Труда «за большие успехи, достигнутые во Всесоюзном социалистическом соревновании, и проявленную трудовую доблесть в выполнении принятых обязательств по увеличению производства и продажи государству зерна, сахарной свеклы, масличных культур и других продуктов земледелия в 1973 году».

## Награды
- Герой Социалистического Труда — указом Президиума Верховного Совета СССР от 8 декабря 1973 года
- Орден Ленина — дважды (08.04.1971; 1973)
- Орден «Знак Почёта»
- Медаль «За трудовую доблесть»
- Медаль «В ознаменование 100-летия со дня рождения Владимира Ильича Ленина»